# Adolfo Fumagalli
Adolfo Fumagalli (Inzago, Llombardia, 19 d'octubre de 1828 - Florència, Toscana, 3 de maig de 1856) fou un violinista i compositor italià. Pertanyent a la Fumagalli (família de músics).
Estudià en el Conservatori de Milà i més tard donà concerts amb molt d'èxit en diverses ciutats d'Itàlia i més tard a Bèlgica i França.
Fou un pianista elegant i distingit compositor. Les seves obres en la seva gran majoria fantasies sobre òperes i peces de saló, devent-se-li també el concert per a piano i orquestra Les Clochettes.
Era germà de Carlo, Polibio, Disma i Luca Fumagalli, tots també músics com ell.